# Personaggi di CSI - Scena del crimine

## Personaggi principali
| Personaggio        | Interprete         | Stagione | Stagione | Stagione | Stagione | Stagione | Stagione | Stagione | Stagione | Stagione | Stagione | Stagione | Stagione | Stagione | Stagione | Stagione | Stagione |  |
| Personaggio        | Interprete         | 1        | 2        | 3        | 4        | 5        | 6        | 7        | 8        | 9        | 10       | 11       | 12       | 13       | 14       | 15       | 16       |  |
| ------------------ | ------------------ | -------- | -------- | -------- | -------- | -------- | -------- | -------- | -------- | -------- | -------- | -------- | -------- | -------- | -------- | -------- | -------- |  |
| Gil Grissom        | William Petersen   |          |          |          |          |          |          |          |          |          |          |          |          |          |          |          |          |  |
| Catherine Willows  | Marg Helgenberger  |          |          |          |          |          |          |          |          |          |          |          |          |          |          |          |          |  |
| Warrick Brown      | Gary Dourdan       |          |          |          |          |          |          |          |          |          |          |          |          |          |          |          |          |  |
| Nick Stokes        | George Eads        |          |          |          |          |          |          |          |          |          |          |          |          |          |          |          |          |  |
| Jim Brass          | Paul Guilfoyle     |          |          |          |          |          |          |          |          |          |          |          |          |          |          |          |          |  |
| Sara Sidle         | Jorja Fox          |          |          |          |          |          |          |          |          |          |          |          |          |          |          |          |          |  |
| Greg Sanders       | Eric Szmanda       |          |          |          |          |          |          |          |          |          |          |          |          |          |          |          |          |  |
| Dr. Albert Robbins | Robert David Hall  |          |          |          |          |          |          |          |          |          |          |          |          |          |          |          |          |  |
| Sofia Curtis       | Louise Lombard     |          |          |          |          |          |          |          |          |          |          |          |          |          |          |          |          |  |
| David Hodges       | Wallace Langham    |          |          |          |          |          |          |          |          |          |          |          |          |          |          |          |          |  |
| Riley Adams        | Lauren Lee Smith   |          |          |          |          |          |          |          |          |          |          |          |          |          |          |          |          |  |
| Raymond Langston   | Laurence Fishburne |          |          |          |          |          |          |          |          |          |          |          |          |          |          |          |          |  |
| David Phillips     | David Berman       |          |          |          |          |          |          |          |          |          |          |          |          |          |          |          |          |  |
| Wendy Simms        | Liz Vassey         |          |          |          |          |          |          |          |          |          |          |          |          |          |          |          |          |  |
| Morgan Brody       | Elisabeth Harnois  |          |          |          |          |          |          |          |          |          |          |          |          |          |          |          |          |  |
| D. B. Russell      | Ted Danson         |          |          |          |          |          |          |          |          |          |          |          |          |          |          |          |          |  |
| Julie Finlay       | Elisabeth Shue     |          |          |          |          |          |          |          |          |          |          |          |          |          |          |          |          |  |
| Henry Andrews      | Jon Wellner        |          |          |          |          |          |          |          |          |          |          |          |          |          |          |          |          |  |

- Legenda:      nel cast principale;      nel cast ricorrente;      apparizione guest;      non presente nel cast.

### Gil Grissom
Gilbert "Gil" Grissom (interpretato da William Petersen; stagioni 1-9, guest stagioni 11, 13 e 16) è il primo supervisore del turno di notte della scientifica di Las Vegas. Introverso (da bambino giocava con le bambole e per questo veniva preso in giro dai coetanei), geniale e affascinato dal macabro, in seguito è diventato un biologo specializzato in entomologia. Avendo una madre sordomuta conosce la lingua dei segni statunitense. Per via di un problema all'udito (poi risolto con un intervento chirurgico), sa leggere facilmente le labbra. Lascia la scientifica, per un periodo sabbatico, nel corso della settima stagione. Grissom esce di scena al termine del 10º episodio della nona stagione, mentre dal 9° della stessa, gli subentra come protagonista Laurence Fishburne, nel ruolo di Raymond Langston. Durante la decima stagione si sposa con Sara Sidle. È guest star, ma non accreditato, nell'undicesima stagione, nell'episodio Le due signore Grissom. In altri episodi della tredicesima stagione compare solo come voce al telefono. Ricompare di persona nel finale della serie, quando si allontana in mare con la sua ritrovata Sarah.

### Catherine Willows
Catherine Willows (interpretata da Marg Helgenberger; stagioni 1-12; guest stagioni 14 e 16) è l'assistente supervisore e poi supervisore della squadra (a partire dal ritiro dalle scene di Grissom). È laureata in tecnologia medica ed è specializzata nell'analisi delle macchie di sangue. Ragazza madre divorziata, ha una figlia. Ha un passato da spogliarellista. Suo padre biologico è Sam Braun, proprietario di numerosi casinò e alberghi a Las Vegas. Nella quinta stagione chiede proprio a lui il riscatto da pagare al rapitore del collega Nick Stokes. Nella dodicesima stagione si scopre che Conrad Ecklie l'ha retrocessa e per questo motivo lascia la scientifica nel 12º episodio per entrare a far parte dell'FBI. Ritorna in qualità di guest star in occasione del 300º episodio della serie nella quattordicesima stagione. L'episodio è un flashback che riporta alla riapertura di un caso irrisolto a cui Catherine collaborò quattordici anni prima. Anche lei ricompare nel finale della serie.

### Warrick Brown
Warrick Brown (interpretato da Gary Dourdan; stagioni 1-9) è nato nel 1971 a Los Angeles. Suo padre se ne andò quando aveva pochi mesi e il bambino restò con la madre fino all'età di 7 anni; quando ella morì, Warrick fu affidato alle cure della nonna e della zia Bertha. Warrick aveva problemi a socializzare, preferendo leggere a trovare nuovi amici. L'amore per le scienze lo ha portato a studiare all'università, conseguendo la laurea in chimica. Dopo il fidanzamento con Tina, Warrick decide di sposarla nella 6ª stagione; nella parte finale il rapporto fra i due sembra deteriorarsi, anche se durante la 7ª stagione Warrick indossa ancora la fede, tuttavia non ha più dubbi quando Tina organizza una festa per l'anniversario di matrimonio. Nella stessa stagione afferma che Tina lo avrebbe capito meglio se fosse stata anche lei un'agente del CSI. Muore fra le braccia di Gil Grissom nel primo episodio della nona stagione, ferito mortalmente con un colpo di pistola dal corrotto vice-sceriffo Jeff McKee, poiché quest'ultimo aveva fatto inchiodare Warrick per l'omicidio di un gangster, in realtà commesso da un altro uomo. L'agente della scientifica sarà scagionato. Grissom e il suo team scopriranno l'assassino del collega e caro amico e lo faranno condannare. Parteciperanno tutti i membri della scientifica di Las Vegas al funerale di Warrick.

### Nick Stokes
Nick Stokes (interpretato da George Eads; stagioni 1-15). Ha trascorso i suoi primi tre anni di college nel Dipartimento di polizia di Dallas, per poi passare al laboratorio criminale di Dallas come CSI di livello 1. Successivamente si è trasferito alla scientifica di Las Vegas. Egli è specializzato nell'analisi e lo studio dei capelli e delle fibre. Nell'episodio della seconda stagione Corto circuito, Nick confida a Catherine Willows di essere stato molestato da una babysitter all'età di nove anni. Il trauma si manifesta ogni qual volta si trovi a indagare su crimini contro bambini, come si vede in particolare nell'episodio della sesta stagione Il giardino segreto. Tuttavia, fatta eccezione per questo episodio, ha trascorso un'infanzia felice vicino ai suoi genitori. Il padre di Nick è un giudice, mentre la madre è un avvocato. Nick è stato un membro di una confraternita universitaria (presumibilmente la Texas A&M University, come rivelato nell'episodio della prima stagione Boom!). Negli ultimi due episodi della quinta stagione (Sepolto vivo, in due parti) Grissom scopre che il soprannome con cui il padre lo chiama è "Poncho" e che Nick a sua volta lo chiama "Cisco" (un riferimento a The Cisco Kid).
Nick ha dimostrato di essere affabile e competente nel lavoro e di andare d'accordo con i suoi colleghi e collaboratori. Ha un'amicizia profonda con il collega Warrick Brown e ama spesso scherzare con Greg Sanders, in particolare quando quest'ultimo era ancora un tecnico di laboratorio. Inoltre ha buoni rapporti con la collega Sara Sidle con cui ama scherzare, senza però avere con lei nessun legame sentimentale, sia perché lui non è interessato sia perché lei è innamorata di Grissom. Alla fine dell'episodio della decima stagione Affari di famiglia viene promosso da Catherine Willows assistente supervisore. Nella tredicesima stagione Nick adotta Sam, un cane poliziotto a cui è morto il proprio partner. Pur essendo uno dei membri più affidabili e regolari del team di Grissom è stato coinvolto in una serie di crimini durante il corso della serie: Nell'episodio della sesta stagione La freccia di Cupido la sua auto viene rubata con le prove di una scena del crimine all'interno.
Nel finale della quinta stagione, in Sepolto vivo, Nick viene narcotizzato e rapito per essere richiuso in una cassa di vetro acrilico e sepolto vivo. All'interno della cassa viene lasciato a Nick una pistola carica, perché preso dalla disperazione e dallo sconforto possa usare su di sé per togliersi la vita, e un registratore con le motivazioni del rapitore. All'interno della cassa il rapitore nasconde una videocamera che lo riprende e manda le immagini on-line attraverso un collegamento internet.
Alla scientifica di Las Vegas viene fatta recuperare una chiave USB con all'interno l'indirizzo per accedere al collegamento e fare vedere ai colleghi della scientifica l'agonia di Nick. Collegata alla telecamera c'è una luce che si accende ogni qualvolta il collegamento viene attivato, riscaldando l'interno della bara di vetro. Nick è il bersaglio di un attacco contro il team di CSI da parte di un uomo la cui figlia è stata coinvolta in un caso di omicidio. Mentre la squadra scientifica e la polizia di Las Vegas si mobilitano per cercare il posto in cui è sepolto, Nick, ormai rassegnato, incide sul nastro del rapitore i saluti verso le persone più care, dai genitori fino ai colleghi del turno di notte della squadra scientifica con cui ha lavorato, dicendo loro che sa che hanno fatto tutto il possibile per trovarlo. Prende poi la pistola e spara, facendo spaventare Warrick che monitora le sue condizioni attraverso il collegamento on-line. Nick non si è però suicidato, ma ha solo sparato verso la luce che provocava il surriscaldamento della cassa. Lo sparo però danneggia le pareti della bara facendo entrare un po' di terra, ma soprattutto aprendo un varco per l'ingresso a una colonia di formiche, le quali invadono subito l'interno della cassa e il corpo di Nick. Queste però si riveleranno un indizio fondamentale per Gil Grissom (che è un entomologo), permettendo al team di determinare la sua posizione. La bara di vetro viene individuata, ma il calvario di Nick non è finito: sotto di essa è stato piazzato del Semtex, un potente esplosivo collegato a dei sensori a pressione. Grissom ordina a Nick di non alzarsi nel momento in cui il coperchio verrà tolto e, per attirare la sua attenzione e fargli riacquistare lucidità, lo chiama con il soprannome del padre, "Poncho". Nick infine verrà estratto incolume ma profondamente provato dall'esperienza. Nei giorni successivi andrà anche a trovare in carcere la figlia del suo rapitore, che durante le indagini, per trovarlo, non aveva collaborato sperando nella sua morte.

### Sara Sidle
Sara Sidle (interpretata da Jorja Fox; stagioni 1-8, 11-16; guest stagione 9; ricorrente stagione 10) è un membro della squadra che entra in scena nel secondo episodio della prima stagione, chiamata a sostituire la detective Holly Gribbs. È laureata in fisica ed è specializzata nell'analisi dei materiali. In passato Sara ha avuto problemi di alcolismo. Il padre, un uomo violento e alcolizzato, è stato ucciso dalla madre ed è per questo che Sara è cresciuta in un orfanotrofio. Ha avuto una storia con un paramedico, ma è innamorata di Grissom, sebbene sembra che questi abbia timore di ricambiare. A cavallo tra la settima e la ottava stagione la loro storia d'amore è resa pubblica, ma dopo poche settimane Sara decide di lasciare la scientifica. Sara esce di scena dopo il 7º episodio dell'ottava stagione e si sposa con Grissom: il matrimonio avrà alti e bassi nonostante l'evidente amore reciproco e ci sarà anche una separazione, forse non formalizzata in divorzio, ma dall'apparenza definitiva. Sara torna in qualità di guest star in cinque episodi della nona stagione, per poi rientrare come personaggio ricorrente nella decima stagione, dove appare in sedici episodi. È qui che lei dichiara che Grissom non è più suo marito, ma non viene rivelato se sia una separazione di fatto o legale. Nell'undicesima stagione ritorna nel cast regolare come personaggio fisso.

### Jim Brass
James "Jim" Brass (interpretato da Paul Guilfoyle; stagioni 1-14; guest stagione 16). Dopo aver frequentato le superiori, venne arruolato nel corpo dei Marines per andare a combattere la Guerra del Vietnam. Successivamente frequentò la Seton Hall University, dove si laureò in storia. Dopo la guerra scelse di trasferirsi presso la polizia di Newark, per la quale lavorò per venti anni. Mentre lavorava come vice-detective, lavorò duro per ripulire il proprio dipartimento, guadagnandosi l'odio di molti colleghi. Come appare nell'episodio Sveglia all'alba, Brass in periodi di stress era solito ubriacarsi e cercava di coprire l'odore dell'alcol con caramelle per la tosse, per evitare i sospetti dei colleghi. Mentre la moglie Nancy aveva una relazione con il collega Mike O'Toole, Jim a sua volta frequentava un'altra collega della squadra, Annie Kramer, che successivamente venne promossa a capitano a Los Angeles. Per Brass quella relazione fu l'inizio della crisi matrimoniale con Nancy e da lì in poi vi furono soltanto contatti sporadici fra i due, come in L'altra verità. Negli anni Novanta si trasferì dal New Jersey a Las Vegas e divenne capitano, oltre che supervisore della squadra dei CSI prima dell'arrivo di Gil Grissom. Dopo l'assassinio dell'agente Holly Gribbs nel suo primo giorno di lavoro, Jim Brass dovette cedere il proprio ruolo di supervisore a Grissom e passò a detective della squadra omicidi, oltre che a supporto per gli agenti della scientifica nelle indagini sui sospetti e sugli interrogatori.
Spesso è lui ad arrestare i criminali e, poiché Grissom gira spesso disarmato, lo aiuta nelle situazioni di maggiore pericolo. Nel doppio episodio Conflitto a fuoco, 1ª parte e 2ª parte, Brass rimane coinvolto insieme alla collega Sofia Curtis in una confusa sparatoria fra agenti e criminali, nella quale uccide accidentalmente un altro agente. Nonostante la reazione negativa dei colleghi, ai funerali la moglie del poliziotto perdonò davanti a tutti Jim dicendo come sapesse che non era stata colpa sua. Al termine dell'ottava stagione, nell'episodio L'arresto di Warrick (1) si vede Brass dire al collega Warrick Brown: «Spero ti ricordi quanto sei fortunato», poco dopo il suo arresto per omicidio. Nell'episodio seguente però, dopo la morte di Warrick, Brass appare pentito per le parole che gli aveva rivolto solo pochi giorni prima. Brass ha una figlia, Ellie Rebecca Brass, che però non è biologicamente sua, ma nata da Nancy e dall'ex collega Mike O'Toole. Nell'episodio Ellie si scopre come la figlia sia all'oscuro di ciò e si vede Brass confessare a Warrick come non voglia rivelarglielo. Ellie fa la prostituta a Los Angeles e, nonostante l'odio che nutre per il padre, più volte Brass dimostra di volerle bene salvandola da alcune conoscenze pericolose, come quando la scagiona per un omicidio compiuto dal suo ragazzo. Nonostante Brass abbia sempre cercato di proteggerla, alla fine lei verrà arrestata per complicità in alcuni omicidi nella quattordicesima stagione, tra cui l'omicidio della madre biologica (ed ex moglie di Brass). Di conseguenza all'arresto di Ellie Brass lascerà il suo posto da capitano della polizia.

### Greg Sanders
Gregory "Greg" Hojem Sanders (interpretato da Eric Szmanda; stagioni 3-16; ricorrente stagioni 1-2). Soprattutto nelle prime stagioni Greg sfodera camicie tipicamente hawaiane, ma successivamente in generale adotta uno stile più casual e meno appariscente, e questo cambiamento avviene del tutto da quando diviene agente operativo su campo. Greg mostra grande interesse verso gli aspetti storici di Las Vegas: nell'episodio dell'ottava stagione Cuore di madre rivela che sta scrivendo un libro riguardante le "storie mai raccontate di Las Vegas". Questa passione di Greg appare anche in un altro episodio, quello della sesta stagione chiamato Kiss-Kiss, Bye-Bye, dove rimane affascinato dall'autobiografia della diva Lois O'Neil. Greg Sanders è nato il 5 maggio 1975 ed è cresciuto a San Gabriel, in California. Affermazioni da parte degli altri personaggi e da parte di Greg stesso fanno intendere che la famiglia Sanders proviene dalla classe media. Sebbene amici e famigliari gli avessero detto che il mondo della scienza non fosse adatto per lui, Greg già da bambino aveva sviluppato l'intenzione di diventare uno scienziato. Nell'episodio della quarta stagione Furia omicida rivela che da bambino portava l'apparecchio, le bretelle e un cappello. Greg non era portato per gli sport ed era capitano della squadra scolastica di scacchi. Nell'episodio della settima stagione La lezione rivela di essere un membro degli scout e, sempre nella stessa stagione, nell'episodio Il branco, Greg rivela che la madre iperprotettiva gli vietò di praticare alcuno sport a scuola perché era il suo unico figlio, nonostante la madre volesse avere altri tre figli. Nello stesso episodio confessa la passione per le Dr. Martens ai tempi dell'high school e considera come l'entusiasmo degli skinhead per quello stile fosse "una rovina per tutti." È un fan della serie The X-Files, come mostrato nell'episodio Cospirazione, in cui afferma di essere cresciuto seguendo assiduamente la serie.
Per un breve periodo inoltre Greg ha vissuto a New York. Nel sito "The Ultimate CSI" Greg è descritto come un bambino prodigio per la sua intelligenza, che ha sempre frequentato istituti scolastici prestigiosi. Greg si laurea in chimica alla Stanford University. Possiede numerosi hobby, come il surf, lo scuba diving e la numismatica (come appare nell'episodio Metallo prezioso, nel quale le sue competenze risultano importanti per il caso). In quella puntata si scopre anche che a Greg piacciono le top model, il lattice e Marilyn Manson. Inoltre è appassionato di libri, soprattutto apprezza il racconto Il cuore rivelatore di Edgar Allan Poe. Sebbene sia uno scienziato crede anche all'occultismo, affermando come uno possa conciliare il paranormale con il mestiere dello scienziato, argomento condiviso anche da Grissom. Greg Sanders è ritratto come una persona simpatica e ottimista. Il personaggio però spesso ha incontrato la disapprovazione di Gil Grissom, a causa della sua abitudine di ascoltare la musica a tutto volume nel laboratorio, come Marilyn Manson, oppure nascondere riviste porno in alcuni armadietti dello spogliatoio. Nell'episodio della terza stagione Giocare col fuoco è rimasto coinvolto nell'esplosione del proprio laboratorio, senza conseguenze gravi.
Ancora nell'episodio della settima stagione Il branco rimane gravemente ferito dopo una colluttazione per salvare un turista da una banda di giovani teppisti accusati di omicidio; successivamente racconta a Gil Grissom di non avere mai raccontato ai propri genitori della promozione a membro dell'unità di CSI perché non voleva essere fonte di preoccupazione, ma Grissom rassicura Greg che sua madre sarebbe stata solo orgogliosa di un figlio capace di salvare la vita di un'altra persona. Nell'episodio Post Mortem, Greg si trova in tribunale per aver ucciso uno di quegli aggressori che lo avevano ferito, ma non viene condannato, causando il disappunto della famiglia del morto, che gli intenta una causa civile. Nell'episodio Il coltello di ceramica Grissom informa Greg che la città di Las Vegas ha raggiunto un compromesso con la famiglia per un risarcimento milionario. Dall'inizio della serie nel corso degli anni il carattere di Greg è maturato. Nei primissimi episodi appariva molto di rado come un comune topo da laboratorio, ma dalla seconda stagione si vede Greg mettersi via via in mostra per cercare di ottenere un ruolo sul campo. Nel suo primo test sul campo fallisce arrivando a urinare in un bagno sulla scena del crimine, ma trascorrendo più tempo con i propri colleghi e studiando assiduamente riesce a raggiungere il grado di CSI Livello I. Essendo l'agente con la minore esperienza della squadra, spesso è incaricato di svolgere i compiti più umili e spiacevoli, come il rovistare fra i rifiuti, e raramente interroga i sospettati. Comunque col passare del tempo riesce a occuparsi di un caso per conto proprio. Il suo primo episodio dove indaga da solo è proprio Il branco.
Greg è per metà norvegese, come risulta nell'episodio della terza stagione La coniglietta, nel quale Grissom chiede spiegazioni a Greg sul suo cognome Hojem ed egli risponde che era il cognome da nubile della madre. Riguardo alla sua origine si accenna anche nell'episodio della quinta stagione "Scambi di coppia". Mentre Greg più volte parla riguardo alla madre e ai nonni materni, quelli norvegesi, cita il padre solamente una volta, quando rivela a Sara Sidle solamente che da bambino era solito portarlo in barca. In "Ultimate CSI" il nome completo di Greg appare come "Gregory Hojem-Sanders". Greg in numerose occasioni ha citato il suo nonno materno, che chiamava affettuosamente Papa Olaf, come anche la nonna Nana Olaf, nella sesta stagione, nell'episodio La sensitiva. In tale occasione viene descritta come una donna dotata di poteri psichici e tutta la famiglia afferma che Greg ha ereditato tali poteri.

### Albert Robbins
Albert "Al" Robbins (interpretato da Robert David Hall; stagioni 3-16; ricorrente stagioni 1-2) è nato il 19 gennaio 1952 ed è noto all'interno del laboratorio anche come "Doc". Robbins è il coroner del Dipartimento di polizia della città di Las Vegas (LVPD) e lavora a stretto contatto con Gil Grissom e con la squadra del turno di notte della polizia scientifica. Appare colto allo stesso modo di Grissom – spesso scambiano fra di loro battute colte e forbite – e, proprio come Grissom, il dott. Robbins sembra né infastidito né contrariato dalle pratiche e dalle credenze meno comuni del genere umano. Fin dalla partenza di Grissom, Robbins sembra intrattenere gli stessi rapporti cordiali con il nuovo componente della squadra di CSI, il dott. Raymond Langston. Molto poco si sa della vita personale del dottor Robbins. È noto che aveva un fratello gemello, ma morì ancora prima del parto. Sua madre attribuì la scelta del suo lavoro proprio al fatto di "aver trascorso così tanto tempo vicino a un corpo morto". È sposato ed è padre di tre figli. Sebbene abbia un gatto siamese che nella quinta stagione ha dei piccoli, nell'episodio Gatta ci cova ammette di essere una persona molto più simile a un cane. Ha una grande paura per i ratti, tanto che arriva a indossare una tuta ignifuga, da lui stesso definita come "un gigantesco preservativo", in occasione della fuga di un topo nell'obitorio nell'episodio della settima stagione Topi da laboratorio. La prima apparizione del dott. Robbins nella serie risale all'episodio della prima stagione Contro ogni evidenza.
Dalla terza stagione diviene membro fisso del cast. Robbins è un gran consumatore di caffè, soprattutto quello macchiato (DNA a confronto) e suona la chitarra in un gruppo formato con il collega coroner del turno di giorno. Inoltre possiede un album fotografico di tutte le autopsie effettuate a tutti i personaggi famosi morti a Las Vegas e finiti sul suo tavolo, compresi Tupac Shakur e il bassista dei The Who John Entwistle. Dal suo albero genealogico si evince che era imparentato con Buffalo Bill. Cammina con un bastone a causa delle protesi alle sue gambe. Non è chiaro quale sia stata la causa specifica dell'incidente, tuttavia è probabile che sia stato coinvolto in un incidente stradale da un guidatore ubriaco, dopo il quale si è dovuto procedere all'amputazione degli arti inferiori. In un episodio della sesta stagione prepara una torta a base di ingredienti vegani, il che indica che probabilmente Robbins è un vegetariano. Nell'episodio della sesta stagione Legami di sangue, Robbins afferma che ogni tanto lui e sua moglie Judy sono costretti a recarsi da un consulente di coppia e che per alcuni anni hanno deciso di trascorrere le vacanze separatamente, è probabile che i loro problemi siano iniziati quando lui la tradì, infatti nell'episodio della dodicesima stagione Disordini genetici ammette di essere stato infedele a Judy, sbaglio di cui si è pentito, dato che per poco non ha distrutto il loro matrimonio. Nell'episodio dell'ottava stagione Le stringhe rivela di essere bradicardico e di portare il pacemaker. Nel primo episodio della nona stagione, Addio Warrick, un affranto Robbins annuncia alla squadra che affiderà al coroner del turno di giorno il compito di effettuare l'autopsia di Warrick Brown.

### Sofia Curtis
Sofia Curtis (interpretata da Louise Lombard; stagione 7; ricorrente stagioni 5-6; guest stagioni 8 e 11), entra in scena nell'episodio Formalità della quinta stagione. Sofia è la figlia dell'ex capo della polizia e nell'episodio Mea Culpa della quinta stagione, anche se si stava qualificando per diventare detective della omicidi, viene assegnata alla squadra di Gil Grissom come agente della scientifica da Conrad Eckley, per le sue capacità sulle scene del crimine. In precedenza lavorava per il turno di giorno. Verso la fine della quinta stagione, Sofia ottiene un lavoro a Boulder City e si trasferisce mentre dalla sesta stagione ritorna stabilmente alla scientifica di Las Vegas come detective della squadra omicidi. Nel doppio episodio della sesta stagione Conflitto a Fuoco, crede di aver sparato e accidentalmente ucciso il detective Daniel Bell, in una sparatoria con dei trafficanti e spacciatori di droga. Tale evento provoca in lei un forte stress, ma successivamente le indagini confermano che il proiettile è stato sparato per sbaglio da Jim Brass. Entra a far parte del cast regolare a partire dalla settima stagione. Nell'episodio Il mostro nella scatola, Sofia è impegnata in una missione per incastrare il Killer delle Miniature. Nella stanza, che doveva fungere da "assassino" uccidendo la vittima con del monossido di carbonio che fuoriesce dal camino, piazza un agente che avrebbe dovuto arrestare il presunto killer. Le cose non vanno come dovrebbero e l'agente muore ucciso dal gas letale.
Sofia si sente in colpa della sua morte e le ritorna in mente la sparatoria in cui morì l'agente Bell. Sofia lascia la scientifica di Las Vegas nell'episodio L'ultima miniatura, seconda parte dell'ottava stagione, in cui appare come "Special Guest Star". Ricomparirà nell'episodio Il padre della sposa dell'undicesima stagione, in cui si verrà a sapere che è stata promossa a Vice Sceriffo. Nella serie, la madre è stata a capo del Dipartimento di Polizia di Las Vegas, che disapprova che la figlia sia diventata agente della scientifica, perché avrebbe voluto che diventasse Sceriffo. Durante la quinta stagione ha avuto una cotta per Grissom, i due vanno a cena insieme ma la loro relazione non si concretizzerà, ma rimarranno pur sempre amici. A un certo punto Sara Sidle vede lei e Grissom parlare e ridere insieme e diventa gelosa. Nonostante le tensioni iniziali, lei e Sara lavorano spesso insieme sul campo. Sofia confida i suoi sensi di colpa per la morte dell'agente Bell a Grissom e Sara le ribadisce che non deve discutere dei casi di cui sta indagando Grissom con Grissom stesso. Tuttavia, sembrano appianare i loro diverbi negli episodi successivi.

### David Hodges
David Hodges (interpretato da Wallace Langham; stagioni 8-16; ricorrente stagioni 3-7) è uno dei tecnici di laboratorio ed è conosciuto per la sua abitudine di dare molte più informazioni ai suoi colleghi di quante ne richiedano e per la sua particolare fobia dei germi. Hodges è stato trasferito alla Scientifica di Las Vegas da quella di Los Angeles, a causa del suo comportamento irrispettoso e sarcastico. Appare per la prima volta nell'episodio Ricetta per omicidio. Nell'episodio 22 della terza stagione è uno dei dipendenti che viene inizialmente accusato di aver causato un'esplosione nel laboratorio, provocando il ferimento del collega Greg Sanders. Verrà scagionato (quando si scoprirà che a causare accidentalmente l'esplosione è stata la stessa Catherine Willows), ma solo dopo aver minacciato l'intera squadra di ricorrere alle vie legali. In un'intervista concessa il 9 aprile 2007 su TV Guide il suo interprete ha descritto il suo personaggio come "un vero scocciatore" che lecca i piedi ai suoi superiori. Langham ha anche aggiunto che Hodges si ritiene superiore a tutti gli altri tecnici di laboratorio e che, intimamente, vorrebbe essere come Gil Grissom.
La sua ammirazione per Grissom è confermata in più episodi, ma non sembra corrisposta: Grissom sembra trovare il tecnico di laboratorio irritante e gli ha più volte chiesto di lasciare il suo ufficio o di fare i suoi rapporti ad altri CSI. In ogni caso Hodges sembra credere che i CSI più anziani lo tengano molto più in considerazione dei suoi colleghi tecnici. Pare inoltre, non notare gli aspetti deteriori del proprio carattere: in un episodio, conversando con la collega Wendy Simms (sua fidanzata in un breve periodo), le dice che "nessuno ama un leccapiedi", quando è evidente che questo è il suo atteggiamento nei confronti dei CSI operativi. Questi tratti particolarmente antipatici del personaggio appaiono smussarsi a partire dalla nona stagione, anche se Hodges rimane uno dei perni della linea comica del telefilm. In alcuni episodi va anche sulla scena del crimine, benché non sia un agente della scientifica. Hodges vive con sua madre fino a quando non si trasferisce. È un amante dei gatti e, oltre alla fobia dei germi, ha anche quella degli uccelli. Nella tredicesima stagione, inoltre, si fidanza con Elisabetta, una ragazza italiana, conosciuta in un suo viaggio con la madre, in Italia. I due si lasceranno durante la quattordicesima stagione.

### Riley Adams
Riley Adams (interpretata da Lauren Lee Smith; stagione 9) appare per la prima volta nell'episodio L'arte imita la vita della nona stagione, nelle vesti della nuova agente della scientifica di Las Vegas sostituta del compianto Warrick Brown. Riley è descritta come una persona anti-conformista, che si è ribellata contro i suoi genitori, che l'avrebbero voluta psichiatra perché seguisse le loro orme. Riley è un'ex agente di polizia di St. Louis, che, dopo essere diventata CSI, si trasferisce a Las Vegas ed entra a far parte della squadra di Gil Grissom (successivamente capitanata da Raymond Langston), che è ancora scossa dalla morte di uno dei suoi uomini, Warrick. Al suo arrivo, Riley ha l'occasione di conoscere gran parte della squadra. Sembra essere entrata in buoni rapporti con Greg Sanders, con cui condivide l'ufficio fino al ritiro di Grissom, quando acquisisce l'ufficio di Nick Stokes dopo che Nick prende quello di Grissom. Successivamente, Riley mostra particolare interesse verso un caso di suicidio.
La si vede parlare con la moglie dell'uomo suicida. Non si conosce molto del passato di Riley, ma sembra che le due si conoscano da tempo. In seguito, lei e Langston vengono presi in ostaggio da un ragazzino quattordicenne, che assieme allo zio, ferito da una scheggia di vetro, fabbricavano droga nello scantinato. Riley riesce ad avvertire con discrezione (usando nomi in codice) Greg, che chiama rinforzi per liberarli. Langston, alla fine, riesce a convincere il ragazzo a dargli il suo kit di pronto soccorso per curare il ragazzo ferito e nel frattempo Riley riesce a puntargli la sua pistola e disarmarlo. Langston riesce a salvare lo zio ferito dal vetro che viene portato in ospedale. Riley lascia Las Vegas nell'ultimo episodio della nona stagione. All'inizio della decima stagione, Catherine Willows trova il suo rapporto e lì si evince che Riley non apprezzava la leadership di Catherine e che non riusciva a relazionarsi bene con i colleghi. Questo provoca uno scontro tra Catherine e Conrad Eckley, che comincia a dubitare di lei.

### Raymond Langston
Raymond "Ray" Langston (interpretato da Laurence Fishburne; stagioni 9-11) è dottore in medicina e si è specializzato in patologia forense. Langston nacque a Seul, capitale della Corea del Sud. Dopo la guerra, la sua famiglia si trasferì negli Stati Uniti, dove il padre, divenuto un violento alcolizzato, abusò fisicamente di Ray. Nell'undicesima stagione Langston accenna a un possibile omicidio della madre da parte del padre. Nel 2000 suo padre morì di cancro. Ray, ormai adulto, andò a lavorare per alcuni anni in un ospedale come patologo, ma lasciò il lavoro quando scoprì che un suo collega, Michael Webb, era un "angelo della morte" che uccise ventisette pazienti. Poiché aveva avuto tutte le prove sotto gli occhi, ma non era riuscito a unirle tra loro, scrisse un libro su questa storia intitolato "In front of my eyes", su come lui assistette passivamente agli omicidi. Raymond Langston compare per la prima volta nell'episodio della nona stagione Un mostro dal passato come docente di criminologia all'università. Per far comprendere meglio ai suoi studenti la psicologia di un serial killer, indice delle videoconferenze in cui un carcerato pluriomicida, Nate Haskell, risponde alle domande poste dagli allievi. Tuttavia la situazione sfugge di mano al dottore quando il criminale utilizza queste lezioni per comunicare segretamente con un suo complice, il quale comincerà a uccidere seguendo il modus operandi dell'assassino rinchiuso in prigione. È da questa vicenda che comincia la collaborazione di Langston con la scientifica di Las Vegas, la quale, risolto il caso Nate Haskell, è felice di ospitarlo tra i suoi membri, sostituendo Gil Grissom.
Durante la decima stagione, l'abilità investigativa di Langston viene messa alla prova da un imprendibile assassino, soprannominato Dott. Jekyll, in quanto, come il personaggio del romanzo di Robert Louis Stevenson, sembra condurre una normale vita da medico, per poi trasformarsi improvvisamente in uno spietato assassino. Il killer uccideva le vittime in modo particolare: rubava ai malcapitati un loro oggetto e inseriva chirurgicamente nel loro corpo qualcosa inerente all'arnese requisito (ad esempio, dopo aver rubato un farfallino a un ex pianista, gli lega l'intestino con un fiocco, o ancora, dopo aver rimosso un pezzo di appendice dalla copia personale di un libro scritto dalla vittima, gliene attacca una in più infetta). Questo caso prende emotivamente Langston a causa dell'uso improprio delle competenze mediche del killer. Al culmine dell'indagine, lo stesso Ray viene accusato di essere il Dott. Jekyll a causa di alcune prove contro di lui. Alla fine ciò si concluderà con un periodo di sospensione dal lavoro. Il caso diventa una vera ossessione per il dottore, ma sembra che lui e la scientifica siano caduti in un vicolo cieco, fino a quando il serial killer con cui Ray aveva avuto a che fare in precedenza, Nate Haskell, afferma di conoscere l'identità del famigerato assassino. Contattato immediatamente, il killer delle coppiette rivelerà, dopo che la polizia ha soddisfatto alcune sue richieste, che in passato lui e il Dott. Jekyll avevano cenato assieme in un ristorante. Nate aveva notato subito l'indole nascosta del medico e lo incoraggiò a diventare quello che poi sarebbe divenuto. Le persone presenti nel locale quella sera furono le future vittime del Dott. Jekyll. Apprese queste informazioni, Ray non ci mise molto a scoprire chi è il killer: Charlie DiMasa, un italoamericano il cui padre gli aveva negato la professione di medico. Risolto il caso, Raymond torna a trovare Haskell, ma questi, con un movimento improvviso, lo trafigge ripetutamente con l'asticella dei propri occhiali attraverso le sbarre; il dottore viene ricoverato in terapia intensiva all'ospedale. Fortunatamente, si salva la vita, ma per un po' di tempo dovette utilizzare un bastone, oltre ad aver subito la perdita di un rene.
Durante il processo di accusa ad Haskell, Ray viene a sapere delle sue "spose": un gruppo di donne sue fan che ritengono che, in quanto malato, debba essere giustificato. A sua volta Nate si difende affermando di possedere il gene MAO-A, che predispone alla violenza. Le sue difese crollano quando Langston, testimoniando a suo sfavore, afferma che anche lui, come suo padre, possiede il gene e che quindi ciò non lo esonera dalle responsabilità degli omicidi. Tornato in carcere, Nate riuscirà a evadere, grazie anche all'aiuto delle sue "spose". Inizia una lunga e incessante indagine da parte di Ray e della scientifica per riuscire a capire dove il killer si nasconde. Egli, dopo aver ucciso progressivamente tutte le sue spose, raggiunge Los Angeles, dove rapisce Gloria Parkers, famosa violoncellista ed ex moglie di Langston. Infuriato, il dottore scopre il vero nome del killer: Warner Thorpe. Saputo ciò, raggiunge da solo la casa dove Warner è cresciuto e, trovatolo, ingaggia uno scontro con lui, che si concluderà con la morte del killer. Gloria viene ricoverata in ospedale e la scientifica riconoscerà che su di lei sono stati eseguiti numerosi abusi e torture. Nel frattempo un'inchiesta su Langston deve chiarire se è stato un omicidio o legittima difesa, anche se sia lui che la scientifica sanno che è la prima ipotesi. Tuttavia, la mancanza sulla scena del crimine di alcune manette di plastica, le quali avrebbero potuto incastrare Ray per omicidio, fa crollare le accuse. In seguito si scoprirà che le manette erano state rubate dal capitano Jim Brass, sempre rispettoso delle regole, ma che ne trasgredì una importante aiutando il suo amico. Langston, libero dalle accuse, deve soltanto dire che si trattava di legittima difesa davanti agli Affari Interni, ma l'interrogatorio si conclude con la domanda se è stato legittima difesa o omicidio. Ray fa una pausa prima di rispondere, ma la risposta non si viene a sapere in quanto la puntata finale dell'undicesima stagione finisce. Nella successiva stagione, si viene a sapere che Gloria gli ha dato una seconda possibilità e insieme sono andati a vivere a Baltimora.

### David Phillips
David Gregory Phillips (interpretato da David Berman; stagioni 10-16; ricorrente stagioni 1-9) è il medico legale assistente di Al Robbins ed è soprannominato "Super Dave". Ha ricevuto il suo soprannome dopo aver salvato la vita di una vittima durante la sua autopsia. A causa del suo lavoro, non è facile da impressionare. Anche se in precedenza nella serie, i personaggi principali lo prendono in giro per la sua presunta mancanza di esperienza sociale, David dice di sposarsi a un certo punto all'inizio della settima stagione (si fa riferimento all'episodio La lezione dove dice di incontrare l'organizzatore di matrimoni e fa commenti simili anche in altri episodi). Nell'episodio Cospirazione, commenta che la moglie gode a parlare con lui circa i dettagli raccapriccianti del suo lavoro. "Perché pensi che l'ho sposata?" chiede a Warrick Brown. Nell'episodio Il concorso, egli è promosso Assistente medico legale e svolge la sua autopsia prima personale. Nell'episodio Città fantasma, Dave durante un sopralluogo sulla scena di un crimine rivela in confidenza a Nick di essere iscritto a un sito web di sesso dal vivo insieme alla moglie per ravvivare il loro rapporto coniugale. Nell'episodio Gatta ci cova, si scopre che David è allergico ai gatti. Nell'episodio Una cena al buio viene precisato che la famiglia di David è ebrea e nell'episodio Chi è senza peccato che suo padre è un colonnello della Nellis Air Force. Nell'episodio La rimpatriata nasce suo figlio Joshua Adam.

### Wendy Simms
Wendy Simms (interpretata da Liz Vassey; stagione 10, ricorrente stagioni 6-9, guest stagione 11) è un'altra dei tecnici di laboratorio, specializzata nell'analisi delle sostanze, appare per la prima volta nel sesto episodio della sesta stagione. Nel corso delle stagioni successive, Wendy manifesta, seppur non in maniera esplicita, la sua attrazione verso David Hodges, che sembra voglia ricambiare. Nell'undicesima stagione appare come guest star in un solo episodio, poiché lascia Las Vegas per accettare un nuovo lavoro a Portland, dove abita sua sorella.

### Morgan Brody
Morgan Brody (interpretata da Elisabeth Harnois; stagioni 12-16; guest stagione 11) appare per la prima volta, come guest star, nell'episodio La prima volta non si scorda mai dell'undicesima stagione, ma entra a far parte del cast regolare a partire dall'episodio 73 secondi, il primo della dodicesima stagione. Inizialmente il personaggio di Morgan Brody, di cui era stata scelta Elisabeth Harnois come interprete, dopo la sua prima apparizione come guest star nell'episodio La prima volta non si scorda mai, era stato concepito per essere un personaggio ricorrente. A causa dell'alto riscontro tra i fan però, la produzione decise di promuovere Morgan a membro del cast principale. Morgan Brody è figlia del vicesceriffo di Las Vegas Conrad Ecklie. A 14 anni, dopo il divorzio tra i genitori, se ne va da Las Vegas, trasferendosi con sua madre a Los Angeles, dove prende il cognome del suo patrigno. Qui diventa poi agente della scientifica. Morgan incrocia per la prima volta la sua strada con la scientifica di Las Vegas nel momento in cui questa è alla ricerca di Nate Haskell, appena rintracciato a Los Angeles.
Entra successivamente a far parte della polizia scientifica di Las Vegas, dopo che lo scandalo provocato da Ray Langston le è costato il posto a Los Angeles. A Las Vegas il suo primo caso vero e proprio riguarda la morte di un uomo annegato nel cioccolato. Poco dopo il suo arrivo, l'agente Brody si ritroverà coinvolta nel dirottamento e nel successivo schianto di un elicottero, causato da una vittima di tentato omicidio, che è stato in grado di sfilarle la pistola. Per fortuna nell'incidente la ragazza resterà quasi del tutto incolume. Morgan si dimostra un ottimo tecnico di laboratorio, esperta di impronte digitali. Infatti nel momento in cui un blackout colpisce tutta Las Vegas e gli strumenti elettronici non sono più disponibili, riesce comunque a identificare le impronte digitali di un sospettato, attraverso l'utilizzo delle vecchie strumentazioni. Nella tredicesima stagione aiuta e consola la sorella di una vittima di omicidio, vittima anch'ella di abusi e a cui è stata tagliata la lingua. In questa stagione si scopre inoltre che Morgan è in grado di parlare fluentemente il francese: infatti inizialmente è l'unica, all'interno della squadra, in grado di impartire ordini a Sam, il cane poliziotto di Nick, che comprende solamente quella lingua. In un altro episodio Morgan, mentre indaga, da infiltrata, sugli omicidi di alcune prostitute, viene rapita e le viene sparato un colpo alla schiena a tradimento da Ellie, la figlia di Jim Brass.
In CSI: Immortality, Morgan, con l'aiuto di Greg e Catherine, disinnesca il terzo ordigno, piazzato da Dalton Betton per vendicarsi di Grissom. Nonostante Morgan inizialmente non volesse avere più rapporti con suo padre Conrad Ecklie, durante la sua permanenza a Las Vegas, si riavvicina sempre di più a lui, soprattutto dopo che questi, dopo averla protetta, viene colpito dai sicari mandati dall'ex sceriffo McKeen e finisce in ospedale. Dopo un'iniziale antipatia nei suoi confronti, Morgan stringe un forte rapporto d'amicizia soprattutto con David Hodges, con cui andrà a cena insieme alla madre di lui, fingendo di essere la sua fidanzata e al quale successivamente, quando Conrad si trova in ospedale, darà un bacio. Un'altra stretta amicizia è quella con Greg Sanders, il quale la soprannomina Hollywood e col quale, a detta di Julie Finlay, Morgan ha un qualche legame affettivo. Morgan sarà la prima persona alla quale Greg confesserà di percepire le presenza dei fantasmi. Altre amicizie importanti per Morgan, da citare, sono quelle con: Catherine Willows, la quale la considera quasi come una figlia; Albert Robbins, col quale condivide un particolare interesse per le autopsie; e le amiche Julie Finlay e Sara Sidle, con le quali trascorre una "vacanza" alla SPA e una conferenza in un albergo di lusso, in cui saranno coinvolte in una sparatoria.

### D.B. Russell

Russell nella dodicesima stagione

Diebenkorn "D.B." Russell (interpretato da Ted Danson; stagioni 12-16) fa la sua prima apparizione nel primo episodio (73 secondi) della dodicesima stagione. Egli è il nuovo supervisore del turno di notte dopo che Catherine Willows è stata degradata. Precedentemente ha lavorato come CSI di livello tre nello stato di Washington, precisamente nella scientifica di Seattle. Inizialmente non è ben visto da Nick Stokes, che, tornato da un viaggio di lavoro, scopre che è stato cacciato dal suo ufficio, che adesso appartiene proprio a Russell, ed è ancora irritato per il fatto che gli affari interni avessero licenziato Ray Langston (che torna a Baltimora insieme alla sua ex moglie Gloria). Nel sesto episodio (Di sport si muore) della tredicesima stagione il figlio Charlie viene sospettato dell'omicidio del coach di basket della sua università. Dopo il termine della serie madre Russell viene trasferito alla Cyber Division di Washington, entrando a far parte del cast principale di CSI: Cyber, in sostituzione di Simon Sifter. Qui si scopre che Russell ormai ha divorziato dalla moglie Barbara e che, oltre a Maya e Charlie, ha altri due figli. Inoltre Russell, per caso, conosce Greer Latimore con la quale intraprende una relazione e, dopo aver lasciato l'FBI, si trasferisce a Parigi.

### Julie Finlay
Julie "Finn" Finlay (interpretata dall'attrice Elizabeth Shue; stagioni 12-15) Doppiato da Francesca Fiorentini è il nuovo agente della scientifica che compare per la prima volta nell'episodio della dodicesima stagione Sangue. Viene assunta dal suo vecchio amico D. B. Russell, che la chiama "Jules", in sostituzione di Catherine Willows come nuovo assistente supervisore. Corrono voci su "Finn" – come si fa chiamare – sul fatto che fosse stata licenziata da D. B. Russell quando lavorava per lui a Seattle. Inoltre lo stesso Russell conferma queste voci a Greg Sanders nell'episodio Affari di famiglia. Nell'episodio finale della dodicesima stagione, Corruzione, si scopre il motivo del suo licenziamento: aveva ottenuto illegalmente un campione di DNA di un sospettato. Sempre nell'episodio Affari di famiglia, Finlay rivela di essersi sposata due volte, divorziando in entrambe le occasioni. D.B. Russell tende a chiamarla "Blood Queen", poiché è un'esperta di sangue e tracce ematiche. Alla fine della quindicesima stagione Julie finisce in coma irreversibile, dopo essere stata ferita dal killer di Gig Harbor, ma si viene a sapere da CSI: Immortality che non è riuscita a superare il coma pochi giorni dopo. Russell di questo fatto farà menzione ad Avery Ryan in CSI: Cyber.

### Henry Andrews
Henry Andrews (interpretato da Jon Wellner; stagioni 13-16, ricorrente stagioni 5-12) è uno dei tecnici di laboratorio, inizialmente introdotto come personaggio ricorrente, entra nel cast regolare nella tredicesima stagione. Ebbe una disputa con David Hodges, in quanto entrambi volevano fidanzarsi con Wendy Simms: infatti, quando Hodges e Wendy sono insieme, per qualche motivo irrompe tra loro per cercare in qualche modo di separarli. Nel corso delle stagioni successive, i due sembrano non andare d'accordo ugualmente, infatti entrano in conflitto per qualunque minima cosa. Henry è specializzato nell'analisi delle sostanze, soprattutto le droghe e i veleni.

## Personaggi ricorrenti

### Agenti della scientifica
- Holly Gribbs (interpretata da Chandra West; stagione 1) rimane nella scientifica soltanto nei primi due episodi della prima stagione, in quanto venne assassinata da un killer tornato sulla scena del crimine. La colpa della sua morte ricadrà su Warrick, in quanto avrebbe dovuto seguirla, quando invece andò a effettuare una scommessa. Verrà sostituita da Sara Sidle.
- Michael Keppler (interpretato da Liev Schreiber; stagione 7) è un detective della Omicidi. Keppler proviene dalla polizia scientifica di Baltimora e arriva a Las Vegas per rinforzare la squadra (vista la temporanea assenza di Gil Grissom durante la settima stagione). Il suo approccio ai casi a volte sembra meno scientifico e più razionale, più alla ricerca del "perché" che al "come". La sua permanenza nel team di Las Vegas dura solo quattro episodi, in quanto viene accidentalmente ucciso da un suo amico che stava per sparare a una prostituta.
- Ronnie Lake (interpretata da Jessica Lucas; stagione 8) è una giovane detective tirocinante, assegnata a Sara Sidle. Prima che venisse assunta a Las Vegas, ha fatto domanda per entrare a far parte della scientifica di Miami e in seguito quella di New York, città di due spin-off della serie. È presente solo in quattro episodi e non si conosce il motivo della sua uscita di scena.

### Tecnici di laboratorio
- Bobby Dawson (interpretato da Gerald McCullouch; stagioni 1-10) è uno dei tecnici di laboratorio, esperto di balistica e nell'analisi dei residui di sparo. Appare nelle prime dieci stagioni, ma solo all'inizio della dodicesima stagione verrà rivelato che Bobby è stato trasferito al turno di giorno.
- Ronnie Litre (interpretato da Eric Stonestreet; stagioni 1-5) è tecnico di laboratorio nelle prime cinque stagioni, specializzato in grafologia e nell'analisi della calligrafia e dei documenti. Durante gli episodi, non di rado rivela di essere affascinato dal suo lavoro.
- Charlotte Meridian (interpretata da Susan Gibney; stagioni 1-2) è un'altra dei tecnici di laboratorio che appare sporadicamente durante la prima e la seconda stagione. Charlotte è specializzata nell'analisi delle impronte digitali. Nell'episodio pilota viene rivelato che ha avuto una relazione con Grissom e che il loro rapporto non è andato a buon fine, perché lei non condivideva la passione di Grissom per i Pink Floyd.
- Professor Rambar (interpretato da Tony Amendola; stagioni 1 e 6) è esperto nell'analisi dei documenti. Appare in un episodio della prima stagione e in due episodi della sesta stagione, dopodiché sparisce dalla serie senza spiegazioni.
- Mandy Webster (interpretata da Sheeri Rappaport; stagioni 1-2, 6-12) è esperta nell'analisi delle impronte digitali. Mandy è spesso protagonista di situazioni comiche durante la serie, spesso anche per la sua parlantina molto veloce e scattante. Viene usato anche come espediente comico anche la sua vita privata. A parte questo, durante l'intera serie ha dimostrato di essere una valida e bravissima analista. Fa la sua ultima apparizione nella dodicesima stagione.
- Archie Johnson (interpretato da Archie Kao; stagioni 2-12) appare per la prima volta nella seconda stagione, è specializzato nell'analisi di foto, audio e video ed è anche uno dei tecnici che appare più frequentemente. Più volte nella serie si è visto come sia devoto e affascinato dal suo lavoro, anche se ha dichiarato che preferirebbe di gran lunga dormire per più di due ore al giorno. Anche lui appare per l'ultima volta nella dodicesima stagione.
- Jacqui Franco (interpretata da Romy Rosemont; stagioni 3-5) è una dei tecnici di laboratorio esperta nell'analisi della calligrafia. Non si sa nulla su di lei e la si vede per l'ultima volta nella quinta stagione.
- Mia Dickerson (interpretata da Aisha Tyler; stagione 5) è un'altra dei tecnici di laboratorio, specializzata nell'analisi del DNA, viene assunta all'inizio della quinta stagione per sostituire Greg Sanders, che nel frattempo è passato alla squadra investigativa. La sua ultima apparizione avviene nell'ultimo episodio della quinta stagione, quando la si vede impegnata come tutti gli altri tecnici sul caso del rapimento di Nick Stokes.

### Dipartimento di polizia di Las Vegas
- Conrad Ecklie (interpretato da Marc Vann; stagioni 1-2, 5-16) è lo sceriffo a capo della polizia di Las Vegas. È stato impiegato come vicedirettore del laboratorio criminale della Contea di Clark, in Nevada, fino a quando è stato promosso prima a vice-sceriffo nella stagione 10, quindi eletto sceriffo della Contea di Clark nella stagione 13. Nelle stagioni precedenti, è un tipico antagonista. Man mano che la serie avanza, inizia gradualmente a diventare un buon collaboratore della squadra della scientifica. Ecklie è un ex supervisore del turno di giorno, promosso a assistente direttore nella stagione 5. È noto per la sua stretta aderenza alle norme e mostra un comportamento burocratico e politico. Sembra anche essere abbastanza ambizioso e orientato alla carriera e un vigoroso auto-promotore; così, ha ricevuto elogi da alti funzionari della città e della contea in diverse occasioni. Ecklie e il supervisore del turno di notte Gil Grissom hanno una relazione molto sconvolgente durante la serie, con Grissom che afferma che Ecklie è più interessato ai progressi che alle prove, ed Ecklie sostiene che Grissom mostra favoritismi verso i suoi subordinati. L'animosità di Grissom verso Ecklie è condivisa da molti altri membri del turno di notte, tra cui Sara Sidle, che è stata quasi licenziata per insubordinazione quando ha urlato a Ecklie ("L'unica ragione per cui questo è il tuo laboratorio, è perché Grissom non bacia il tuo culo") . Catherine Willows, sebbene non sia un ammiratore di Ecklie, ha criticato Grissom in diverse occasioni perché la sua indifferenza nei confronti della politica dell'ufficio ha permesso al più ambizioso Ecklie di avanzare oltre di lui. Oltre a guadagnare promozioni, le capacità politiche di Ecklie hanno spinto il confronto favorevole su Grissom da parte dei superiori, alcuni dei quali ritengono che Grissom sia un investigatore occasionalmente inefficiente. Parte del disgusto di Ecklie per Grissom sembra derivare dalla sua convinzione che Grissom abbia la stessa carriera. Pertanto, Ecklie presume spesso che le richieste di Grissom per ritardi o equipaggiamento siano tentativi di sabotarlo e non sembra avere scrupoli sulla ritorsione, anche se questo sembra essere terminato dalla sesta stagione in poi. In parte per dispetto di Grissom, Ecklie ha diviso la squadra del turno di notte nel mezzo della stagione 5 e ha reso Willows il supervisore del turno di notte, ignorando le sue ripetute richieste di trasferimento al turno di giorno. Inoltre, ha effettivamente declassato la sua ex subordinata Sofia Curtis trasferendola nella squadra di Grissom invece di rendere permanente la sua posizione di supervisore. La decisione è vista come dispettosa piuttosto che necessaria: Curtis si schiera con Grissom come dopo che Ecklie ha messo in discussione le sue abilità forensi; quando Ecklie la declassa, lei andrà d'accordo con Grissom. Nonostante l'animosità, Ecklie ha messo da parte tutti i rancori nel finale della quinta stagione Sepolto vivo e ha aiutato la squadra a localizzare e salvare Nick Stokes, mettendo le sue abilità di burocrate nel compito mostrando ai suoi superiori i modi in cui il dipartimento poteva racimolre il riscatto richiesto. Da quel momento, Ecklie non sembra più vedere Grissom come una minaccia alla sua posizione e il suo rapporto con lui e la sua squadra, sebbene non sia di per sé amichevole, è diventato collegiale. Nell'episodio della nona stagione Addio Warrick, Ecklie partecipa al funerale di Warrick Brown, ma a differenza degli altri agenti che si commuovono per la sua morte prematura, Ecklie rimane impassibile per tutto il tempo. In La decisione di Grissom Ecklie è stato promosso a vice-sceriffo dopo l'arresto di McKeen per l'omicidio di Warrick. Sebbene la vita personale di Ecklie sia appena toccata durante le sue sporadiche apparizioni nella serie CSI, nell'episodio della seconda stagione, Affogare nel deserto, è stato rivelato che aveva acquistato una Mercedes da Gil Grissom cinque anni prima. Nell'episodio della quinta stagione Ghiacciato, dice di essere divorziato e allergico ai gatti. Tuttavia, queste affermazioni potrebbero non essere state vere; al momento della sua risposta, era sotto pressione per le persone indagatrici (una donna civettuola e Al Robbins, rispettivamente), tuttavia lo erano. Nell'episodio La prima volta non si scorda mai, viene rivelato che Ecklie ha una figlia, Morgan Brody, che lavora come membro della Divisione Investigazione Scientifica del Dipartimento di Polizia di Los Angeles. È stato anche rivelato che la sua ex moglie si è risposata e sua figlia ha scelto di usare il cognome del patrigno. Morgan ha recentemente rassegnato le dimissioni a Los Angeles e si è unita alla scientifica di Las Vegas, con grande sgomento di suo padre. Conrad viene ferito gravemente nel finale della dodicesima stagione, ma sopravvive nella tredicesima stagione, nella quale diventa lo sceriffo della Contea di Clark.
- Joe Metcalf (interpretato da Joseph Patrick Kelly; stagioni 1-15) è un agente in uniforme della polizia di Las Vegas, compare in tutte le stagioni, anche se in pochi episodi. Lo si vede spesso sulle scene del crimine insieme alla squadra della scientifica.
- Rey O'Riley (interpretato da Skip O'Brien; stagioni 1-4) è un sergente lievemente in sovrappeso, si è visto aiutare Jim Brass in alcuni interrogatori e assistere la squadra della scientifica in svariati casi. Appare l'ultima volta nella quarta stagione. Più volte dichiara di non capire nulla della scienza o della medicina legale e spesso definisce la scientifica come uno "squadrone nerd".
- Sam Vega (interpretato da Geoffrey Rivas; stagioni 1-6, 8-9, 12) è un detective della polizia di Las Vegas, appare poche volte durante le prime nove stagioni. Muore suicida nella dodicesima stagione, dopo essere stato condannato per corruzione.
- Cyrus Lockwood (interpretato da Jeffrey D. Sams; stagioni 2-3) è un detective che fa parte della polizia di Las Vegas, appare per la prima volta nella seconda stagione. Muore alla fine della terza stagione, durante una rapina in banca, ucciso dal proiettile di uno dei rapinatori.
- Louis Vartann (interpretato da Alex Carter; stagioni 4-6, 9-13) è un altro dei detective della polizia di Las Vegas, durante la decima e l'undicesima stagione ha una relazione con Catherine Willows, ma il loro rapporto non dura molto. Nell'undicesima stagione Vartann le aveva chiesto di andare a vivere insieme, ma lei ha rifiutato.
- Chris Cavaliere (interpretato da José Zúñiga; stagioni 4-10) è un detective della polizia di Las Vegas, entra in scena nella quarta stagione e spesso si ritrova al centro di situazioni comiche nella serie. Verrà rivelato che Chris ha scritto un libro, che però nessuna casa editrice ha voluto pubblicare per la trama troppo "stramba".
- Andy Akers (interpretato da Larry Sullivan; stagioni 4-6, 8-15) è un agente in uniforme della polizia di Las Vegas, compare a partire dalla quarta stagione, anche se poche volte durante la serie e non si sa molto su di lui.
- Jeffrey McKeen (interpretato da Conor O'Farrell; stagioni 6-9, 12-13) è l'ex vicesceriffo della polizia, corrotto, è stato arrestato per l'omicidio di Warrick Brown nel primo episodio della nona stagione. Compare in seguito in alcuni episodi di dodicesima e tredicesima stagione, sempre in occasione di fatti riguardanti la morte di Warrick, in cui entra molto in conflitto con Nick Stokes.
- Larry Mitchell (interpretato da Larry Mitchell; stagioni 6-16) è un altro degli agenti in uniforme della polizia di Las Vegas, lo si vede molto spesso sulle scene del crimine, spesso accompagnato da Brass.
- Carlos Moreno (interpretato da Enrique Murciano; stagioni 10, 12-13) è un ex detective della omicidi, figlio adottivo di Sam Vega. Ha un buon rapporto con tutta la squadra della scientifica, soprattutto con Nick Stokes e gli offre spesso il suo aiuto durante alcuni casi.
- Kevin Crawford (interpretato da Alimi Ballard; stagioni 13-15) è anche lui un detective della omicidi di Las Vegas, entra in scena nella tredicesima stagione. Nella quindicesima stagione sostituisce Jim Brass nel suo ruolo di capitano.
- Daniel Shaw (interpretato da Mark Valley; stagione 15) è un investigatore che entra in scena nella quindicesima stagione e offre il suo supporto alla scientifica in vari episodi. Muore nell'ultimo episodio della serie per salvare Julie Finlay.

### Criminali principali
- Paul/Pauline Millander, alias giudice Douglas Mason (interpretato da Matt O'Toole; stagioni 1-2), è il primo serial killer principale apparso nella serie, compare tra la prima e la seconda stagione. Il suo modus operandi è quello di far spogliare le vittime, farle sdraiare in una vasca da bagno e far loro registrare un messaggio, in cui le vittime dicono di stare per suicidarsi, quando invece il colpo di pistola che si sente alla fine di ogni nastro è sparato da Millander. La sua prima vittima è stata Royce Harmon, ritrovata nell'episodio pilota. Nel corso dell'episodio si farà cenno alla sua data di nascita, 17 agosto 1958. Tutto si collega quando si scopre che Millander uccide uomini nati il 17 agosto (data dell'omicidio del padre) di ogni anno in ordine decrescente: la seconda vittima, Stewart Rambler, infatti è nata nel lo stesso giorno della prima ma nel 1957. Nel corso della seconda stagione viene mietuta un'altra vittima, Pete Walker, ritrovata all'interno di un magazzino e anch'essa nata il 17 agosto, stavolta del 1956 (stesso giorno di nascita di Grissom). Si scopre poi che Millander conduce una doppia vita. Nella sua seconda vita è lo stimato giudice Douglas Mason. Grissom è stato addirittura invitato a cena da lui e dalla moglie. In un altro episodio si viene a sapere dalla madre che quando è nato Paul non era quello che fino a quel momento era conosciuto dalla polizia: in realtà Paul è nato con una mutazione genetica che lo fa essere maschio e femmina allo stesso tempo e seppur il medico avesse detto saggiamente ai genitori del bambino di crescerlo nel modo in cui il figlio avrebbe voluto essere loro ignorarono il consiglio del dottore e decisero di farlo vivere in casa come una femmina, di nome Pauline e fuori di casa come un maschio di nome Paul. Per alcuni anni Paul era riuscito a equilibrare la sua doppia vita ma poi quando il padre fu ucciso e lui in tribunale non fu creduto nonostante avesse visto gli assassini del padre in volto il giudice archiviò il caso come un suicidio. Paul ritenendo che un uomo avrebbe potuto difendere suo padre decise di cambiare sesso completamente e di essere un uomo a tutti gli effetti. Quando completò tale trasformazione la madre lo rinnegò incapace di accettare la sua scelta dichiarando follemente che così avesse ucciso sua sorella ovvero la sua parte femminile. Furibondo Paul decise di vendicarsi e divenne un serial killer in attesa di concludere la sua vendetta sulla madre degenere. Nello stesso episodio si vendica definitivamente di sua madre uccidendola e poi si suicida.
- Natalie Davis, alias killer delle miniature (interpretata da Jessica Collins; stagioni 7-9), è un'altra serial killer apparsa nella serie, opera tra la settima e l'ottava stagione. La sua prima vittima, Izzy Delancy, viene ritrovata nel secondo episodio della settima stagione. Sulla scena del crimine viene ritrovata da Grissom una riproduzione in scala della scena del crimine, riprodotta nei minimi dettagli e che ha presupposto fosse la firma del misterioso killer. Durante gli episodi successivi sopraggiungono altre vittime con altre miniature sulla scena e più volte verrà soprannominato "killer delle miniature". La sua identità viene confermata alla fine della settima stagione: Natalie Davis, che viene interrogata successivamente da Grissom per chiederle il motivo di tanta precisione nei suoi delitti; proprio nel bel mezzo dell'interrogatorio, Natalie afferra con forza e violenza il braccio di Grissom in preda a una crisi isterica. Gli agenti di guardia sopraggiungono, la bloccano e la portano via. Nel primo episodio dell'ottava stagione riesce a fuggire dalla prigione e in una sua miniatura si viene a sapere che Sara Sidle è stata rapita e che potrebbe essere la prossima vittima del "killer delle miniature". L'episodio mostra Sara intrappolata sotto la carcassa di un'auto guidata da Natalie. Sotto la pioggia battente Sara è in una buca, quindi l'acqua piovana fa sì che si riempia, lasciando Sara senza respiro. Riesce però a fuggire dal supplizio e rimane per più di dodici ore nel deserto in attesa dei soccorsi. Grissom e la squadra la trovano e la mettono in salvo, mentre Natalie Davis finisce definitivamente in galera per l'omicidio di sei persone, tra cui un agente di pattuglia della polizia di Las Vegas. Natalie ricompare nella nona stagione, durante un colloquio in carcere con Grissom.
- Nate Haskell, alias Warnen Thorpe e killer delle coppiette (interpretato da Bill Irwin; stagioni 9-11), è un altro serial killer comparso dalla nona all'undicesima stagione. Ha iniziato a uccidere quando aveva appena nove anni, iniziando con un gatto. Il primo uomo che Haskell ha ucciso era un venditore porta a porta di nome Douglas Nathan Haskell, dal quale acquisisce il nome (il suo nome di battesimo è Warner Thorpe). Appare per la prima volta nel nono episodio della nona stagione, durante un seminario con Ray Langston per chiarire alcuni aspetti del suo modus operandi. Haskell uccide solo coppie di sposi novelli, sette coppie (la prima, gli Steiner, non è mai stata ritrovata) per un totale di quattordici persone. Durante l'episodio successivo, Langston incontra personalmente Haskell per un colloquio faccia a faccia, in cui si viene a sapere che l'ex moglie di Langston, Gloria Parkes, è stata aggredita e violentata dal killer. Dopo una lunga e violenta discussione, Langston lo fa portare di nuovo in cella. Langston e la squadra fanno spesso riferimento a lui come "killer delle coppiette". Durante la decima stagione, Haskell contatta la scientifica, che sta indagando sul caso del Dott. Jekyll, perché ne conosce l'identità, quindi in un certo senso ha risolto lui il caso. Alla fine dell'undicesima stagione, Haskell rapisce Gloria, l'ex moglie di Langston, rinchiudendola in una vecchia villa di Las Vegas. Haskell chiama Langston per dargli la "brutta notizia", allora il medico si reca nella dimora d'infanzia del killer. Frettolosamente, Langston entra nella villa, che evidentemente sta cadendo a pezzi e trova Gloria legata. Mentre cerca di liberarla sopraggiunge Haskell, che gli punta la pistola addosso. In un momento di distrazione di Haskell, Langston lo aggredisce facendogli cadere la pistola di mano e lo percuote violentemente al volto per poi legargli i polsi con delle manette flessibili. Haskell tuttavia si rialza, sebbene stremato. Langstone ne approfitta per afferrarlo per il collo e percuoterlo nuovamente, gli rimuove le manette e lo porta vicino alla balaustra delle scale per buttarlo giù e ucciderlo. In seguito a questo fatto, Langston verrà licenziato dagli affari interni e andrà a vivere con l'ex moglie Gloria a Baltimora.
- Charlie DiMasa, alias Dott. Jekyll (interpretato da Matt Ross; stagione 10), è il serial killer principale durante la decima stagione. Il suo raccapricciante modus operandi consiste nell'uccidere le vittime, aprirle e manipolare i loro organi interni fino a ottenere una forma tanto riprovevole quanto bizzarra. La sua prima vittima viene ritrovata nel primo episodio e ne farà altre due nel corso degli episodi successivi. Alla fine della decima stagione si riesce a risalire alla sua identità, cioè quella di Charlie DiMasa, figlio di un ristoratore di Las Vegas, Giovanni DiMasa. Il sogno di Charlie era diventare medico e aveva studiato tre anni all'università, ma il padre rimasto vedovo della moglie molti anni prima fece egoisticamente pressione sul figlio affinché si ritirasse dalla scuola di medicina per aiutarlo a gestire il ristorante in quanto si sentiva solo rovinando la vita del figlio che per colpa dell'egoismo del padre aveva perso la possibilità di realizzare il suo sogno di essere un dottore e diventare un eroe per le persone. Con gli anni Charlie cova sempre più rancore nei confronti del padre diventando sadico. Viene scoperto nel ristorante di proprietà del padre dove lavorava come cuoco da Ray Langston e Nick Stokes che sono impegnati nell'operazione. Qui si viene a sapere che Giovanni DiMasa aveva avuto un'operazione per asportare l'appendice settimane prima e quando quest'ultimo inizia ad avere fortissimi dolori e stare male in presenza dei detective capiscono che sarà la prossima vittima. Prima che possano andare in cucina ad arrestarlo un poliziotto viene ucciso con un fucile e anche Nick viene ferito. Vengono poi tenuti sotto tiro e Langston cerca di contrattare con lui affinché getti le armi e si arrenda. Qui Charlie confessa gli omicidi nonché il suo odio per il padre per avergli egoisticamente distrutto i suoi sogni di essere un dottore desiderando che il padre muoia dolorosamente per quanto gli ha fatto e qui mostra una sorta di rispetto per Ray in quanto entrambi hanno avuto un padre che ha reso infelici le loro vite ed è il motivo per cui non ha ucciso Ray quando avrebbe potuto farlo in ospedale quando lo stava inseguendo per arrestarlo. Quando il killer esce allo scoperto per uccidere Langston, Nick si rialza e spara tre colpi, uccidendo DiMasa.
- Jared Briscoe e Paul Winthrop, alias killer di Gig Harbor (interpretati da Mark-Paul Gosselaar; stagione 15), sono due gemelli serial killer separati alla nascita, esecutori degli omicidi di sette donne a Seattle. Paul Winthrop, ricco avvocato, è la mente, mentre suo fratello Jared l'esecutore materiale di quasi tutti gli omicidi. Come loro segno distintivo analizzano la scena dei loro crimini come se fossero agenti della scientifica, nascondendo però il cadavere delle proprie vittime. Essi sono frutto di uno stupro subito dalla loro madre che venne violentata dal suo stesso padre e la ragazza li abbandonò dopo averli partoriti in un convento perché non voleva prendersi cura di loro essendo prodotto di uno stupro. Jared fu adottato da una famiglia di neri dove però vide più volte la madre adottiva venire picchiata dal padre adottivo violento per poi venire dato ripetutamente in affidamento e ciò portò Jared a un crollo emotivo tanto da portarlo a chiedersi chi fosse davvero non sapendo chi fosse realmente dentro di sè. Paul fu invece cresciuto dal loro padre e a causa del padre divenne un sociopatico. Paul anni dopo trovò il fratello gemello e lo convinse che dovevano vendicarsi per ciò che era stato fatto loro. Jared non avendo nulla se non il fratello che era l'unica famiglia che aveva decise di accettare e di vendicarsi insieme a lui cominciando a uccidere insieme al fratello. Infatti tutte le loro vittime sono sostitute della loro madre su cui entrambi i gemelli si erano sfogati per averli abbandonati e per aver reso le loro vite distrutte e senza nessuno che li amasse. Jared Briscoe, ossessionato da Maya, la figlia di Russell, di cui si era innamorato in modo ossessivo si trova in prigione, dato che era stato arrestato in passato da Russell e Finn a Seattle. Suo fratello Paul riesce a farlo uscire, portando le false prove della sua innocenza, grazie alla morte di altre ragazze a Las Vegas, mentre Jared era in prigione. Jared sarà poi ucciso da Shaw, un poliziotto amico di Finn, mentre Paul, dopo aver mandato Finn in coma, verrà colpito da Sara e poi arrestato nell'ultimo episodio della quindicesima stagione.

### Altri personaggi
- Heather Kessler, alias Lady Heather (interpretata da Melinda Clarke; stagioni 2-3, 6-7, 9, 11, 16) è una dominatrice professionista. Sin dal loro primo incontro, avvenuto durante un'indagine nella seconda stagione, lei e Gil Grissom sviluppano un certo interesse reciproco che diverrà in seguito una vera e propria amicizia intima e confidenziale poiché Heather, dopo essere divenuta psicologa, aiuterà Grissom con i problemi derivati dalla sua relazione con Sara Sidle e che, grazie ai suoi consigli, riuscirà a risanare. Ricompare anche nel finale della serie.